# Ödkarspitzen
Die Ödkarspitzen sind drei Berggipfel im Karwendel in Tirol in der Hinterautal-Vomper-Kette zwischen der Birkkarspitze im Osten und der Marxenkarspitze (2636 m ü. A.) im Westen. Der höchste der Gipfel ist die Mittlere Ödkarspitze mit einer Höhe von 2745 m ü. A. Die Westliche Ödkarspitze ist 2712 m ü. A., die Östliche Ödkarspitze 2738 m ü. A. hoch.
Auf den Gipfel führt ein markierter und stellenweise versicherter Steig, der Trittsicherheit und Schwindelfreiheit erfordert. Als Ausgangspunkt dient im Sommer das Karwendelhaus. Eine Besteigung erfolgt meistens über das Schlauchkar und den gleichnamigen Sattel. Beliebt ist die Überschreitung aller drei Ödkarspitzen, wobei sich westlich der Westlichen Ödkarspitze der Brendelsteig als alternative Route zurück zum Karwendelhaus anbietet.